# 烏斯曼 (利佩茨克州)
52°03′N 39°44′E / 52.050°N 39.733°E
烏斯曼（俄语：У́смань）是俄羅斯利佩茨克州的一個城市，位於利佩茨克以南75公里的烏斯曼河畔。2002年人口20,133人。1645年建立，1779年設市。1922年，苏联诺贝尔物理学奖得主尼古拉·根纳季耶维奇·巴索夫生于此地。